# Toulouse Olympique Mirail
Toulouse Olympique Mirail ist ein Fußballverein aus Toulouse; Mirail ist die Bezeichnung für den Teil der Stadt. Die Frauenfußballerinnen des Klubs haben zeitweise auf höchstem nationalen Niveau gespielt, weshalb sich dieser Artikel auf deren Darstellung beschränkt.

## Geschichte
Die Gründungsdaten sind weder für den Verein, für den häufig auch die Kurzbezeichnung Olympique Mirail (oder TOM) gebräuchlich war, noch für die in den 1970er Jahren entstandene Frauenabteilung eindeutig zu ermitteln. Die erfolgreichste Zeit der Fußballerinnen lag in den 1980er und 1990er Jahren (siehe unten). In dieser Zeit gab es in der Stadt zwei weitere Klubs, deren Frauen mit denen von Olympique konkurrierten, nämlich die AS l’Union und der Olympique Aérospatial Club (TOAC). Bis 1991 war die Frauschaft aus Mirail aber stets die erfolgreichste aus der „Veilchenstadt“. 1994 kam es von Seiten des TOAC zum Versuch, die Kräfte der beiden Frauenabteilungen zu konzentrieren. Dies scheiterte allerdings an der sehr unterschiedlichen Vereinsphilosophie des „Werksklubs“ und des „Stadtteilvereins“ aus dem durch einen hohen Anteil von sozialen Problemen gekennzeichneten Mirail. Während TOACs Frauen sich in den folgenden Jahren zu einem der erfolgreichsten französischen Frauenteams entwickelten, verlief die leistungsmäßige Entwicklung bei TOM in entgegengesetzter Richtung.
2002 schlossen sich Mirails Frauen der 1934 gegründeten Étoile Sportive Saint-Simon an; unter diesem Namen spielten sie von 2008 bis 2010 noch einmal dritt- und 2011/12 für eine Spielzeit zweitklassig. 2014/15 ist die ESSS nur noch in der vierten Liga (Promotion d’Honneur) vertreten. Geblieben ist auch unter den neuen Farben die Verbundenheit des Vereins mit den Menschen des Stadtteils; so richtet Saint-Simon unter dem Motto „Beschäftigung – Ausbildung – Solidarität“ seit der Jahrtausendwende regelmäßig Benefiztage zugunsten bedürftiger Bewohner aus und organisiert seit kurzem auch ein internationales Mädchenfußballturnier (Le Challenge des Étoiles).

## Ligazugehörigkeit und Erfolge
Ab der Spielzeit 1983/84 qualifizierte sich Olympique Mirail jährlich für die Teilnahme an den noch in Endrundenform ausgetragenen französischen Meisterschaften. Dabei scheiterten die Frauen allerdings meist schon relativ früh; lediglich in zwei Saisons gelangten sie bis in die Runde der letzten acht Teams. Darin unterlagen sie 1987/88 dem CS Saint-Brieuc und 1991/92 dem Juvisy FCF. In der letztgenannten Spielzeit reichte dies allerdings aus, um – wie auch der Lokalrivale TOAC – Aufnahme in der zur kommenden Saison neu geschaffenen ersten Liga (Championnat National 1 A) zu finden. TOM schloss dieses erste Jahr als Tabellenschlusslicht ab und kehrte auch nicht wieder auf dieses Niveau zurück.
Im Landespokalwettbewerb, der erst 2001 eingeführt wurde, gelangte nur der Mirail-Nachfolger ES Saint-Simon in die Schlagzeilen, als sich der damalige Drittligist 2010/11 erst im Viertelfinale und nur mit 0:1 den zwei Klassen höher antretenden, späteren Pokalsiegerinnen der AS Saint-Étienne geschlagen geben mussten.

## Bekannte ehemalige Spielerinnen
Hinter dem Namen ist jeweils angegeben, von wann bis wann die Fußballerin für TOM spielte.
- Gaëlle Blouin (Juni–Dezember 1992)
- Marie-Ange Kramo (1994/95, als Jugendliche)
- Régine Mismacq (1991–1995)
- Véronique Nowak (Juli–September 1992)